# Euphrasia simplex
Euphrasia simplex är en snyltrotsväxtart som beskrevs av David Don. Euphrasia simplex ingår i släktet ögontröster, och familjen snyltrotsväxter. Inga underarter finns listade i Catalogue of Life.